# Colloqui con il professor Y
Colloqui con il professor Y (titolo originale: Entretiens avec le Professeur Y) è un breve testo dello scrittore e medico francese Louis-Ferdinand Céline, apparso dapprima (per due terzi) sulla Nouvelle Revue Française nel 1954, e poi pubblicato in volume in Francia nel 1955.

## Trama
È un periodo difficile per Céline: il primo volume di Pantomima per un'altra volta non ha riscosso il successo sperato, e per preparare il terreno all'uscita al secondo tomo, Normance, egli decide di proporre al suo editore, Gaston Gallimard, di scriversi da sé il proprio elogio come scrittore attraverso una stravagante idea: un'intervista fittizia ad un giornalista inesistente, il Professor Y. 
Il testo racconta che i due fissano un appuntamento alla Square des Arts-et-Métiers. L'intervista comincia in un clima di ostilità reciproca e in poco tempo si trasforma in un vero e proprio soliloquio dell'artista francese, una feroce invettiva, in cui descrive su cosa si basa il suo stile di scrittura innovativo: rendere nello scritto l'emozione del parlato, quell'argot che ha rotto il canone classico della lingua letteraria francese. Un'invenzione stilistica efficace che, secondo lui, lo rende il più grande scrittore del secolo, denigrando gli altri autori, a lui ostili oppure imitatori, incapaci di scrivere libri non mediocri. Il Professor Y, sommerso dal violento fiume di parole céliniano, perde il controllo, stramazza, non ce la fa più. 
Il personaggio del Professor Y pare sia ricalcato sul professore americano Milton Hindus, uno dei primi biografi del controverso scrittore francese.

## Edizioni
- prima ed. francese, Gallimard, Paris 1955 (in 7121 esemplari); nuova ed. corretta e rivista, ivi, 1983, 1995 ("Folio" n. 2786)
- ed. di riferimento, a cura di Henri Godard, in Romans, vol. IV, Gallimard, Paris 1993 ("Bibliothèque de la Pléiade" n. 403)
- Colloqui con il professor Y, traduzione di Gianni Celati e Lino Gabellone, Postfazione di Gianni Celati, Collana Einaudi Letteratura n. 15, Torino, Einaudi, 1971. - Collana Nuovi coralli n. 276, Einaudi, 1980, ISBN 88-06-50252-2, Collana Letture n. 12, Einaudi, 2008, ISBN 978-88-06-19417-8; Introduzione di Martina Cardelli, Collana Compagnia Extra, Macerata, Quodlibet, 2020, ISBN 978-88-229-0449-2.